# Luftangriffe auf Hannover

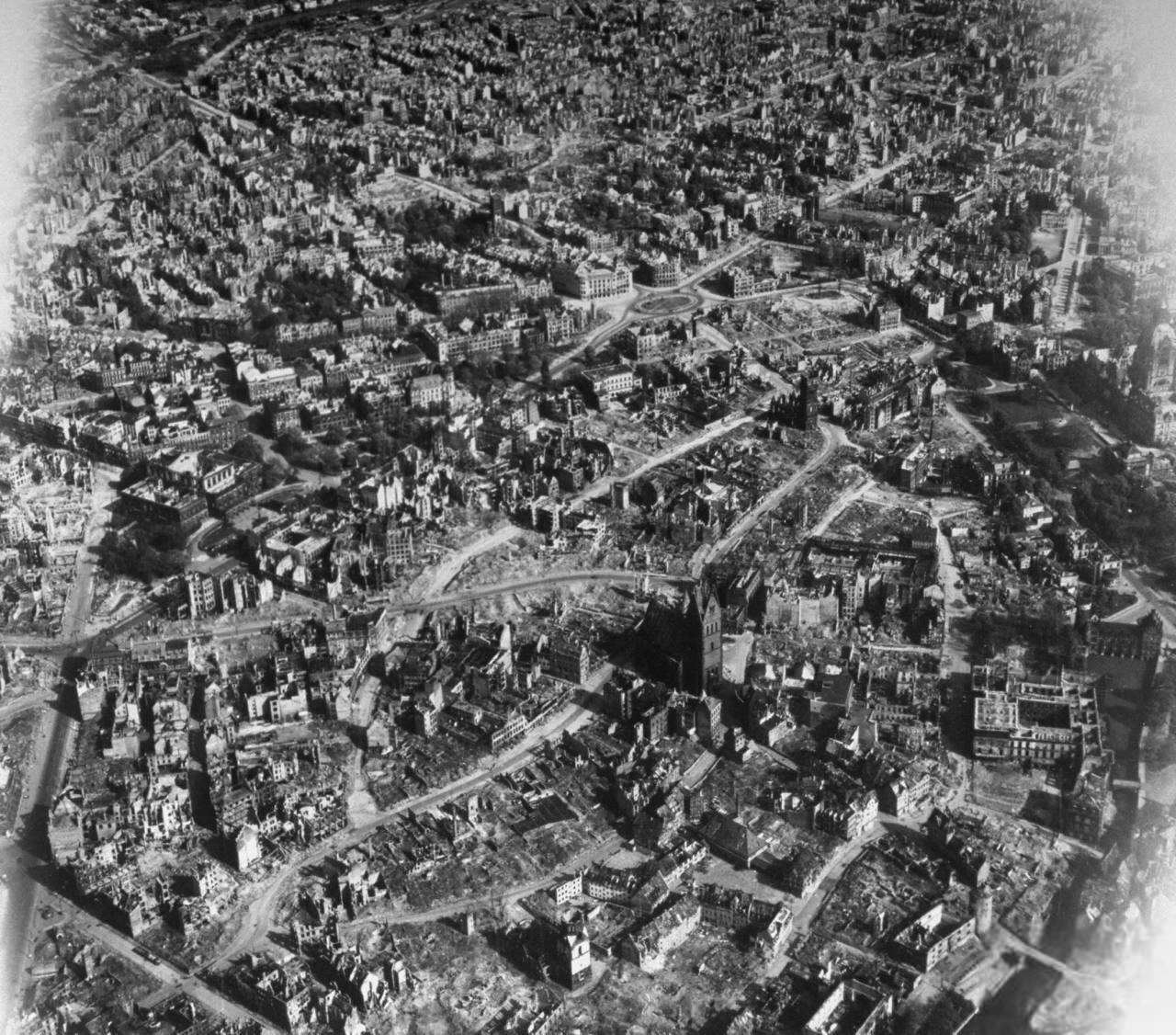
Durch Luftangriffe zerstörte Innenstadt von Hannover, 1945. Aufnahme von Margaret Bourke-White

Die Luftangriffe auf Hannover während des Zweiten Weltkrieges fügten der Stadt Hannover schwere Schäden zu. Die Luftangriffe wurden vom Bomber Command der Royal Air Force (RAF) und den United States Army Air Forces (USAAF) ausgeführt. Bei 88 Angriffen, die USSBS gibt eine Zahl von 125 an, starben 6.782 Menschen, davon 4.748 Einwohner. Insgesamt wurden 1.783.612 Brand- und 30.333 Sprengbomben abgeworfen. Der schwerste Angriff erfolgte in der Nacht vom 8. auf den 9. Oktober 1943 durch die Royal Air Force und forderte 1.245 Menschenleben. Speziell das Flächenbombardement ziviler Ziele (Innenstadt, Wohngebiete und andere) durch die RAF erfolgte aufgrund der vom britischen Luftfahrtministerium (Air Ministry) am 14. Februar 1942 erteilten „Area Bombing Directive“.
Bei Kriegsende war das Zentrum zu 90 % zerstört; 52 % aller Gebäude im Stadtgebiet waren völlig zerstört oder schwer beschädigt. Insgesamt 7,5 Millionen Kubikmeter Schutt waren zu beseitigen. Von den Ende 1939 vorhandenen 147.222 Wohnungen wurden 51,2 % total zerstört bzw. schwer beschädigt, 43,6 % mittel oder leicht beschädigt und nur 7.489 Wohnungen (5,2 %) waren noch völlig intakt. Die Aegidienkirche und die Nikolaikapelle wurden nicht wieder aufgebaut, ihre Ruinen blieben als Mahnmal für die Opfer von Krieg und Gewaltherrschaft erhalten.

## Strategische Bedeutung und Angriffsziele

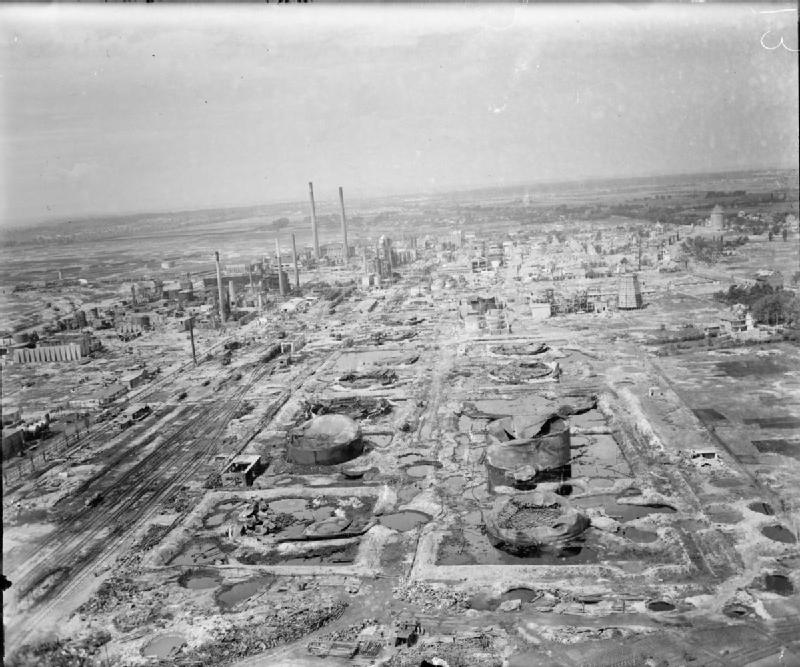
Die zerstörten Raffinerien der Deurag und Nerag nach Kriegsende

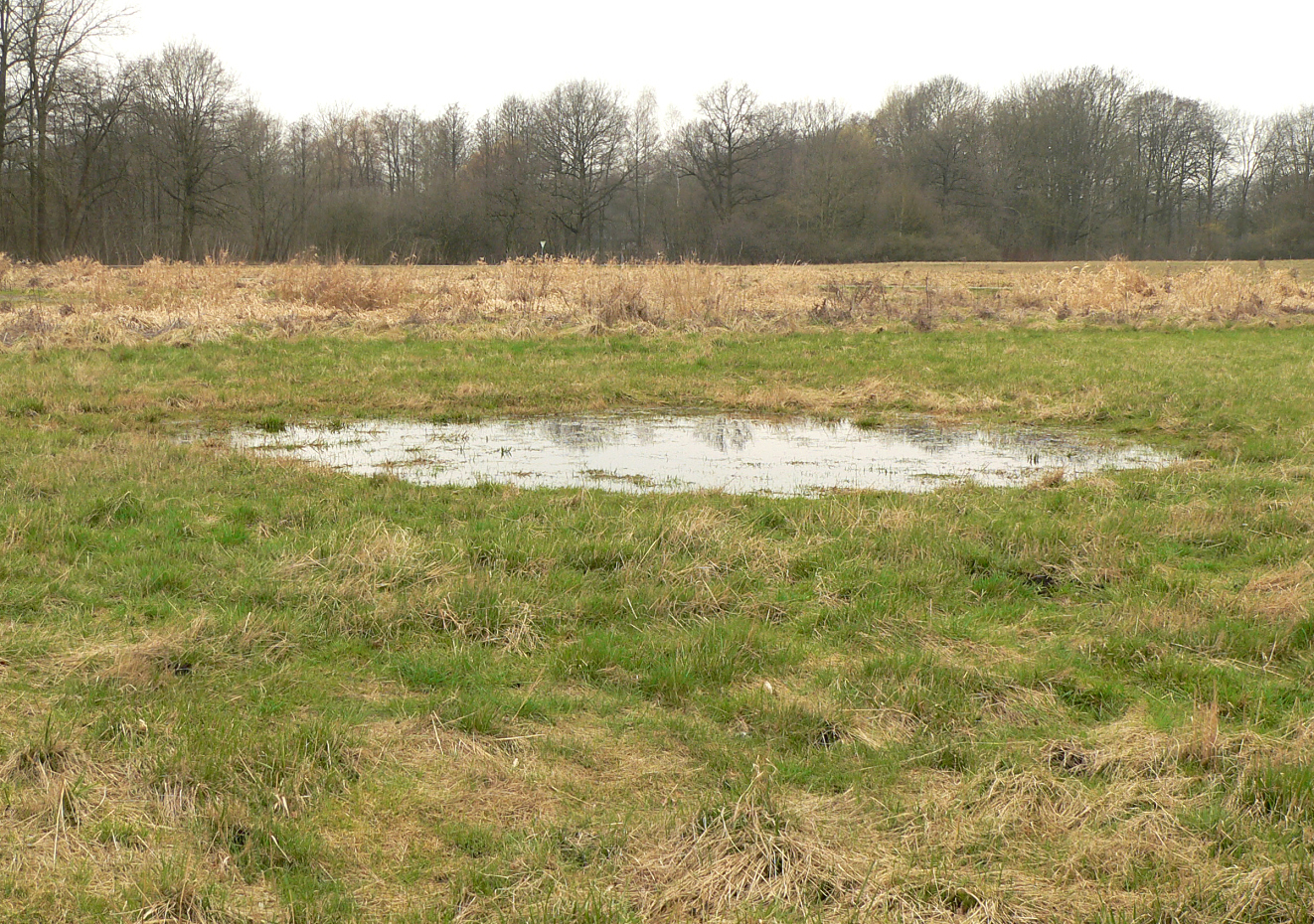
Bombentrichter im Hermann-Löns-Park; die Fliegerbomben galten offenbar der Güterumgehungsbahn

Im „Großdeutschen Reich“ stand die Hauptstadt der preußischen Provinz Hannover im Mai 1939 mit knapp 471.000 Einwohnern auf Rang 13 der Liste der größten deutschen Städte, wobei Breslau und Wien mit berücksichtigt sind. Während des Krieges sank die Einwohnerzahl vor allem durch Evakuierungen im Jahresdurchschnitt auf 287.000; bei Kriegsende im Mai 1945 waren noch 217.000 Personen in der Stadt gemeldet. Hannover war Garnisonsstadt mit der 19. Infanterie-Division der Wehrmacht sowie Sitz des Wehrkreiskommandos XI und einer Kriegsschule.
Als Industriestandort lag Hannover im Deutschen Reich auf dem fünften Rang. Für die Kriegsführung besonders wichtig waren die Produktion von Flugzeug- und Fahrzeugreifen, Hartgummiteilen und weiteren Gummierzeugnissen in den drei Continental-Werken Vahrenwald, Stöcken und Limmer (bis 1928 Gummiwerke Excelsior). Von großer Bedeutung war ferner die Fertigung von Geschützen und Kettenfahrzeugen bei der Hanomag in Linden und der MNH Maschinenfabrik Niedersachsen Hannover, eines Tochterunternehmens des Eisenwerks Wülfel, das in Badenstedt, Wülfel und Laatzen Betriebsstätten unterhielt, sowie das Brinker Eisenwerk in Langenhagen, Ortsteil Brink-Hafen.
Die in den 1930er Jahren errichteten beiden großen Raffinerien der Deurag und Nerag in Misburg am nordöstlichen Stadtrand mit ihrer Produktion von synthetischen Benzin und Motorölen für die Luftwaffe wurden schon im Mai 1940 zum Ziel von RAF-Bombern und besonders in den beiden letzten Kriegsjahren immer wieder angegriffen.
Ab 1935 entstanden auf dem ehemaligen Werksgelände mit den Montagehallen der insolventen Hannoverschen Waggonfabrik in Linden-Süd nach Plänen von Ernst Zinsser die neuen Gebäude der Vereinigten Leichtmetallwerke (VLW). Das Tochterunternehmen der Deutschen Edelstahlwerke war Zulieferer der Flugzeugindustrie (→ Aufrüstung der Wehrmacht). Die VLW errichteten in der Gemeinde Laatzen südlich der Stadtgrenze Hannovers ab 1936 eine Tochterfirma auf einem Areal mit altem Buchenbestand (heutiges Messegelände). Dieses VLW-Unternehmen Metallwerk Hannover (MEHA) wurde nicht zum direkten Angriffsziel.
In ihrem 1938 fertiggestellten Werk in Stöcken produzierte die AFA (Accumulatoren Fabrik Aktiengesellschaft – die spätere VARTA) ab 1940 Bleiakkumulatoren ausschließlich für U-Boote und Torpedos der Kriegsmarine.
Als Kreuzungspunkt zweier wichtiger Ost-West- und Nord-Süd-Strecken war Hannover auch ein bedeutender Eisenbahnknoten. In diesem Zusammenhang besonders wichtig waren die beiden Rangierbahnhöfe Linden-Fischerhof und Hainholz sowie die den Lindener Hafen tangierende Güterumgehungsbahn.

## Angriffe
Von den Basen auf Großbritannien konnte Hannover aufgrund der relativ kurzen Flugstrecke schnell erreicht werden. Mit dem in der Nähe liegenden Steinhuder Meer als Navigationspunkt für das Radar war die Stadt trotz Verdunklung leicht zu orten. Der 78 Hektar große Maschsee am südlichen Rand des Zentrums war zur Tarnung durch Bretter und künstliche Inseln teilweise abgedeckt, um die Orientierung zu erschweren, jedoch zeichnete sich auf der Anflugstrecke nordwestlich der Innenstadt das markante geometrische Muster des ungetarnten Großen Gartens, mit 50 ha Fläche nur wenig kleiner als der Maschsee, deutlich auf den Radarschirmen der ab Mitte 1943 verwendeten britischen H2S-Geräte ab.

### Erste Angriffe 1939 und 1940
Ein erster „Angriff“ erfolgte am 4. September 1939: Ein Whitley-Bomber der RAF warf Flugblätter ab. Am 19. Mai 1940 bombardierte die RAF die Raffinerien in Misburg. 19 Menschen starben. In der Seilerstraße (Südstadt) fordert der Bombenkrieg am 1. August 1940 die ersten Opfer in der Stadt. Sechs britische Maschinen zerstörten am 30. September 1940 mehrere Gebäude in Wülfel und Linden.

### 10. Februar 1941
Bei dem ersten schweren Bombardement mit 220 britischen Flugzeugen wurde vor allem die Oststadt getroffen. 101 Menschen kamen ums Leben.

### Weitere Angriffe 1941
Weitere britische Angriffe folgten am 15./16. April auf Vahrenwald und Hainholz sowie am 15./16. Juni auf das VLW-Werk und die Raffinerien in Misburg. Die Industriebetriebe hatten zwar Produktionsausfälle zu verzeichnen, konnten ihren Betrieb aber auch in den folgenden Jahren immer wieder aufnehmen.

### 26. Juli 1943 – Zerstörung des Zentrums

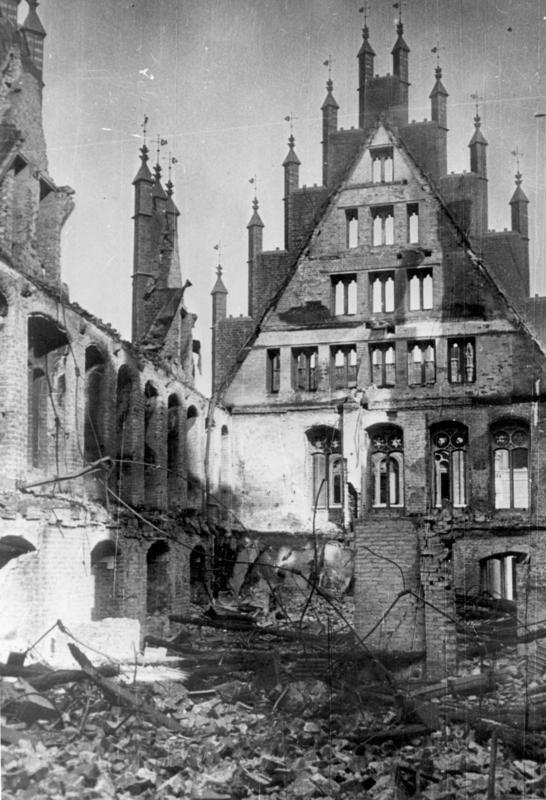
Der Innenraum des Alten Rathauses (1943)

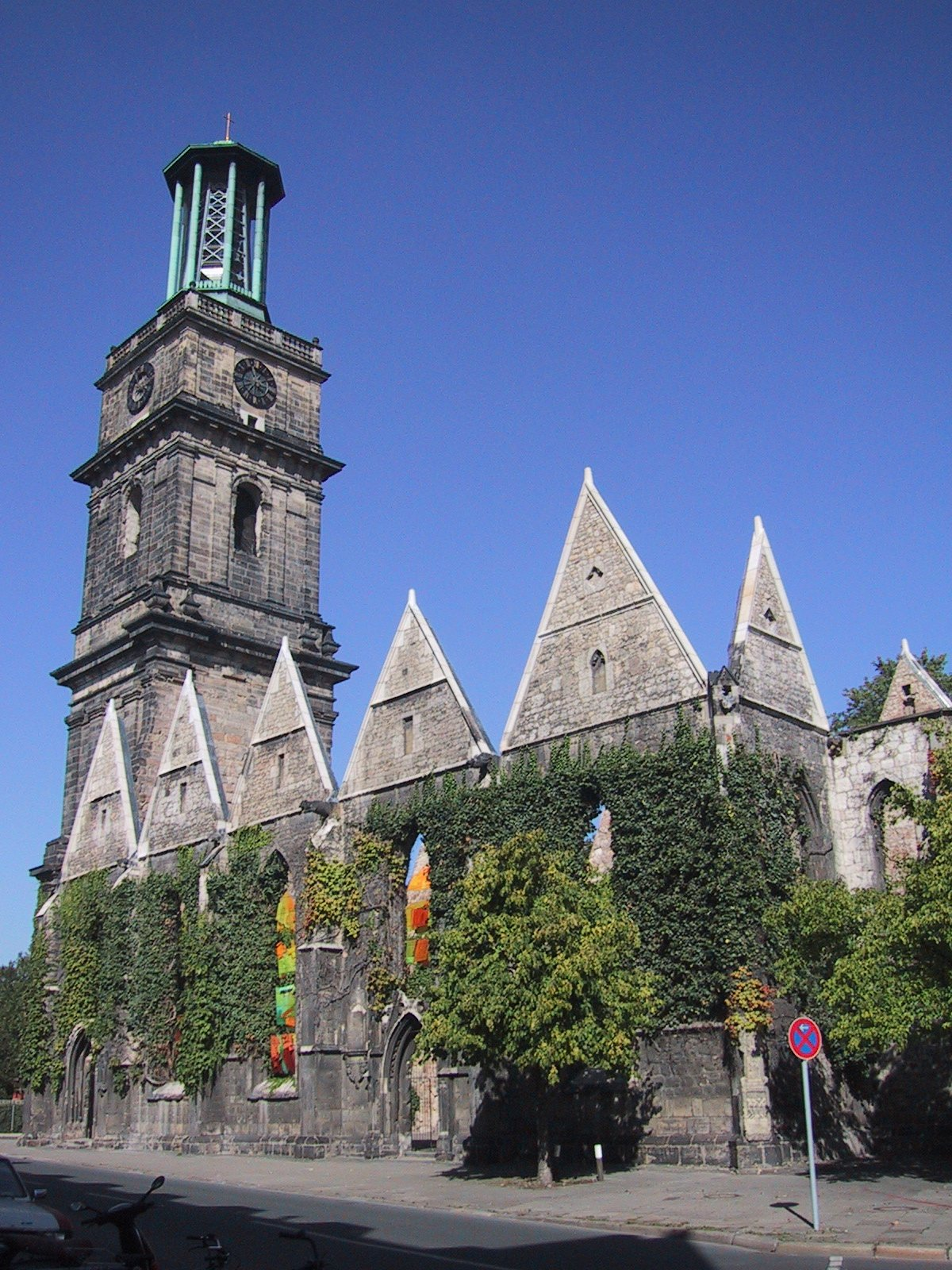
Die 1943 zerstörte Aegidienkirche ist heute ein Mahnmal gegen den Krieg

Bei einem ersten Tagesangriff durch 92 Flugzeuge der 8. US-Luftflotte in den Mittagsstunden zwischen 11:48 und 13:10 Uhr waren hauptsächlich Industriebetriebe in Stöcken (AFA-Batteriewerk), an der Philipsbornstraße (Stammwerk der Continental) – allein hier kamen 110 Menschen ums Leben –, an der Fössestraße und der Badenstedter Straße in Linden sowie am Nordhafen das Ziel, doch wurden auch Wohnviertel in Vahrenwald, Stöcken und in der Nordstadt getroffen. Weiterhin gingen viele Bomben auch im Stadtzentrum nieder und ließen von mehreren markanten alten Gebäuden wie z. B. Marktkirche, Altes Rathaus, Hauptbahnhof, Opernhaus, Hauptzeughaus, Wangenheimpalais und Leineschloss nur noch die Außenmauern stehen. Die Markthalle, das Prinzenpalais, das Alte Palais und das bekannte Café Kröpcke wurden völlig zerstört. 273 Menschen kamen ums Leben und 422 wurden schwer verletzt; 4.000 Menschen wurden obdachlos. 89 Wohnhäuser und 5 öffentliche Gebäude wurden restlos zerstört, 98 Wohnhäuser und 15 öffentliche Gebäude sowie acht Industrieanlagen wurden schwer beschädigt.

### 22./23. September 1943
Zwischen 21:43 und 00:41 Uhr griffen 632 Bomber, davon fünf der USAAF, die Stadt an. Zielpunkt war der Hauptbahnhof, doch die meisten Bomben trafen die unbebaute Leinemasch, Döhren, Bemerode, Wülferode und Wülfel. Verschiedene Industriebetriebe und Wohngebiete in Döhren, Laatzen und Wülfel wurden getroffen, ebenso Welfenschloss (Technische Hochschule), Bismarckschule, Bahnhof Hainholz, Südbahnhof, die Martinskirche in Linden sowie das Staatsarchiv am Waterlooplatz. Der Angriff forderte 201 Tote und 176 Schwerverletzte, 5.000 Menschen wurden obdachlos. 287 Wohnhäuser, 16 Industriebetriebe und 9 öffentliche Gebäude wurden vollständig zerstört und 372 Wohnhäuser schwer beschädigt.

### 27./28. September 1943
Zwischen 21:59 Uhr und 00:41 Uhr griffen 572 Bomber, davon vier der USAAF, erneut Hannover an. Wieder fielen zahlreiche Bomben auf freies Gelände, diesmal im Norden der Stadt im Bereich von Bothfeld bis Buchholz. Getroffen wurden Industrieanlagen von Bahlsen, Sprengel und Continental. Zerstört oder stark beschädigt wurden ebenfalls Aegidienkirche mit der daneben liegenden Alten Kanzlei, Welfenschloss (Techn. Hochschule), Lukaskirche, Annastift und Bismarckschule. Dieser Angriff forderte 196 Tote und 63 Schwerverletzte, 20.000 Menschen wurden obdachlos. 341 Wohnhäuser wurden vollständig zerstört und 436 schwer beschädigt. 6 Industriebetriebe wurden zerstört.
In der nördlichen Nachbargemeinde Langenhagen kamen bei einem Volltreffer auf eine Flakstellung 13 als Flakhelfer eingesetzte Schüler der Bismarck- und Lutherschule ums Leben.

### 9. Oktober 1943 – Der „schwarze Tag“
Beim schwersten Angriff auf Hannover wurden am 9. Oktober nachts zwischen 01:05 und 01:45 Uhr von 540 Flugzeugen der Royal Air Force 1.660 Tonnen (258.000 Brand- und 3.000 Sprengbomben) abgeworfen und das Stadtzentrum sowie die Südstadt zu großen Teilen zerstört. 1.245 Menschen starben, 250.000 wurden obdachlos. Der Zugverkehr über den Hauptbahnhof konnte erst nach vier Tagen über ein Gleis wieder aufgenommen werden. Vollständig zerstört wurde u. a. die Schauburg.

### 18. Oktober 1943
Ein weiterer Großangriff fand am 18. Oktober von 19:26 Uhr bis 21:17 Uhr mit 332 Bombern statt. Da Hannover unter einer geschlossenen Wolkendecke lag, misslangen genauere Markierungen eines Zielgebietes, und die Bomben fielen weit verstreut vor allem im Westen und Norden der Stadt. Besonders die Stadtteile Limmer, Linden und Vahrenwald wurden getroffen, ebenso das Gebiet von Stöcken bis Buchholz. Auch in Langenhagen entstanden wieder ausgedehnte Schäden. 157 Menschen wurden getötet, 77 schwer verletzt und 7.000 obdachlos. 180 Wohnhäuser und 8 Industrieanlagen wurden zerstört und 288 Häuser schwer beschädigt. Das bis dahin unbeschädigte Schloss Herrenhausen brannte vollständig aus.

### 1944
Nach einem Luftkampf stürzte am 11. Januar ein Jagdflugzeug der Luftwaffe in ein Gebäude der Reinigungsfirma Stichweh. 28 Arbeiter starben. 31 Menschen kamen durch Bomben der USAAF am 18. Juni ums Leben. Ein weiterer Angriff auf das Zentrum am 26. Oktober forderte 201 Opfer. Der Angriff vom 4. November zerstört u. a. die Jakobikirche in Kirchrode.

### 28. März 1945 – Letzter Angriff

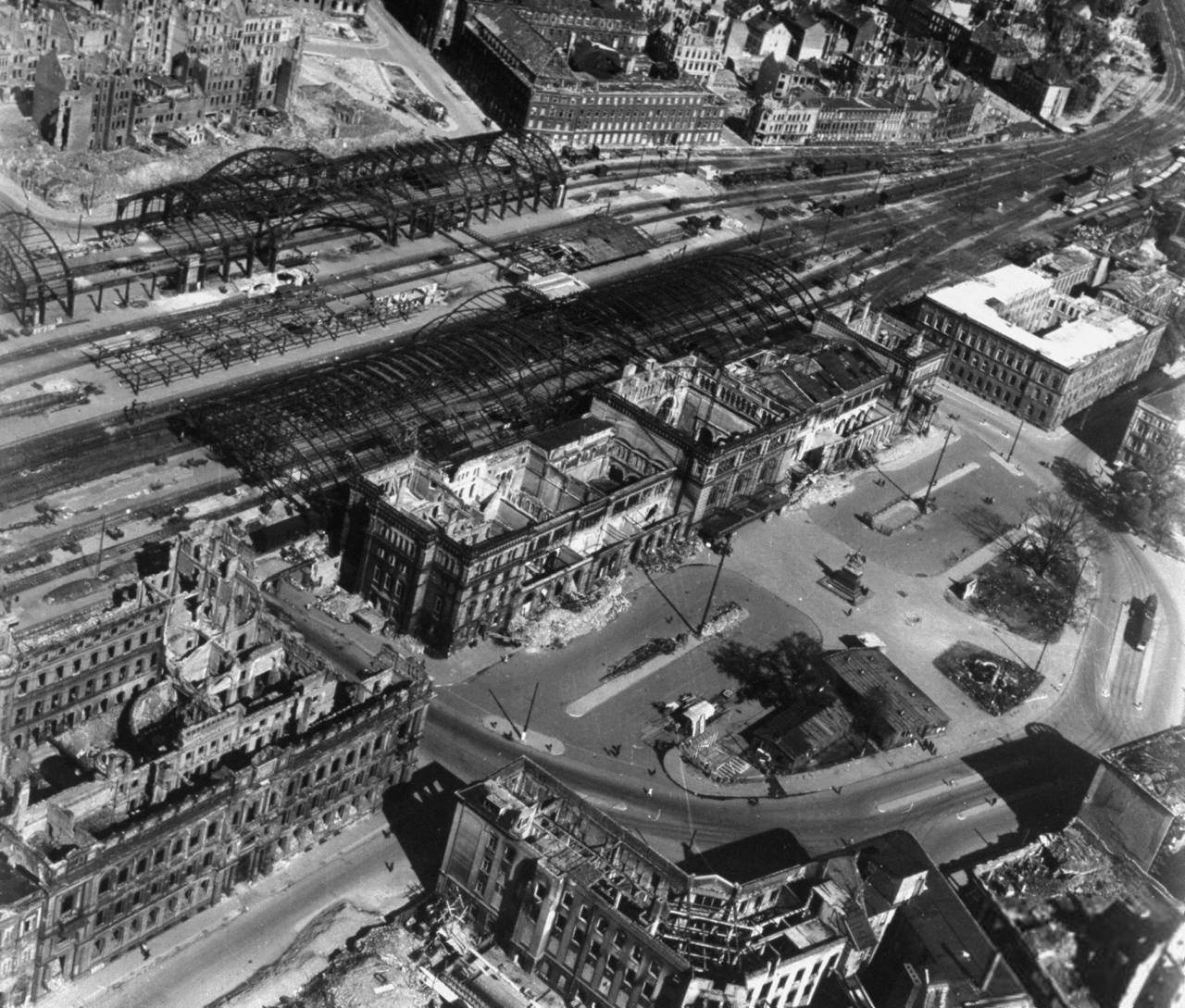
Der zerstörte Hauptbahnhof (1945). Die Ruine des Post- und Telegraphenamtes, heute Standort des Einkaufszentrums Ernst-August-Galerie, ist links unten zu sehen

Nach Bombardierungen am 5. und 10. Januar, 11. Februar sowie dem 3., 14., 15. (Raffinerien in Misburg) und 17. März verursachten die letzten beiden Luftangriffe auf Hannover am 25. und 28. März 1945 mit je 600 Bombern der britischen und amerikanischen Streitkräfte schwere Zerstörungen, auch drei der fünf Kasernen am Welfenplatz waren betroffen. Die Fertigung von Kettenfahrzeugen bei Hanomag/MNH musste eingestellt werden.
Am 10. April 1945 befreiten Truppen der 9. US-Armee nahezu kampflos die Stadt.
Als Fotografin der USAAF reiste Margaret Bourke-White mit General George S. Patton durch Deutschland und dokumentierte die Zerstörungen in Hannover aus der Luft.

## Folgen
Lange nach dem Wiederaufbau von Hannover, der besonders den historischen Grundriss der Innenstadt stark veränderte, sind die Auswirkungen der Luftangriffe bis in die heutige Zeit gegenwärtig. Die Stadtmodelle von Hannover in der Kuppelhalle des Neuen Rathauses zeigen eindrucksvoll unter anderen Beispielen das zerstörte Stadtzentrum. Schätzungsweise 10 bis 15 Prozent der abgeworfenen Bomben waren Blindgänger, darunter viele mit Langzeitzünder. Die Sprengkörper werden vor allem im Zuge von Bauarbeiten oder bei der Auswertung alter Luftbilder gefunden und vom Kampfmittelbeseitigungsdienst Niedersachsen geräumt.